# Panzer I
Il Panzer I, nome abbreviato rispetto all'originale Panzerkampfwagen I, il cui numero d'identificazione dell'esercito era Sd.Kfz. 101, è stato un carro armato leggero della Germania nazista, progettato tra 1931 e 1934 ed entrato in servizio con la Reichswehr, dalla quale lo ereditò lo Heer.
Pensato solamente come carro da addestramento (funzione che ricoprì egregiamente), fu utilizzato invece in combattimento fino al 1942. Facile da produrre, veloce e manovrabile, ma con una corazzatura e un armamento inadatti alla guerra, fu il primo carro armato prodotto in massa dall'industria tedesca. Terminato il servizio in prima linea dopo le pesantissime perdite, fu adibito a compiti di polizia o lotta antipartigiana. Il telaio e lo scafo furono riutilizzati per produrre una varietà di semoventi, mezzi d'assalto e veicoli comando.

## Storia

### Sviluppo

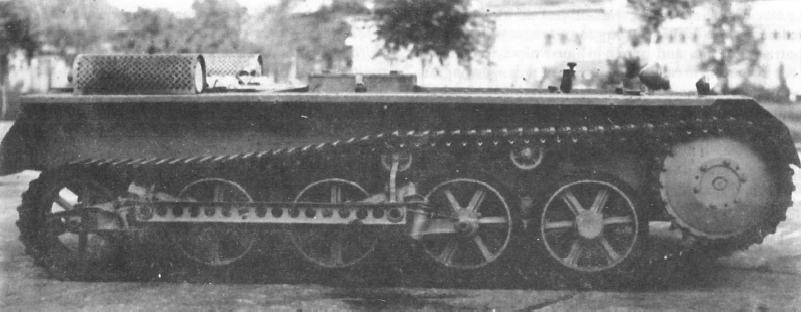
Il telaio del primo prototipo

Nel 1931 il maggior generale Oswald Lutz fu nominato "ispettore dei trasporti a motore" presso il Reichswehr con al suo fianco la persona di Heinz Guderian. Entrambi capirono che era necessario un carro armato leggero con cui far addestrare i futuri membri delle Panzer-Division, così nel 1932 fu diramato un avviso alle fabbriche Rheinmetall (che incominciò dal trattore leggero VK 31/A2 del 1928), Krupp (aiutata da una precedente collaborazione con la svedese AB Landsverk), Henschel & Sohn, MAN AG e Daimler-Benz relativo alla costruzione di un veicolo di circa 5 tonnellate (il trattato di Versailles difatti vietava alla Germania di sviluppare tali mezzi d'offesa).
Già nel 1933 l'Heereswaffenamt ribadì le sue intenzioni di ricevere un trattore agricolo (Landwirtschaftlicher Schlepper), proprio per dissimulare i suoi veri intenti, e così arrivarono i primi prototipi dalle industrie con esito vincente per il telaio Krupp e la torretta Daimler Benz. Il disegno riprendeva quello del britannico Carden-Loyd Mk VI tankette dato che due di questi veicoli vennero segretamente acquistati dall'Unione Sovietica nel 1932, e con essa si condussero test e valutazioni tecniche nella Panzertruppenschule Kama non lontano da Kazan'.
I primi test sul campo giunsero nell'estate 1933 quando si provarono cinque telai forniti di motore a Kummersdorf. Dopo ulteriori collaudi eseguiti nel febbraio 1934 due mesi dopo entrò finalmente in produzione il Panzerkampfwagen I Ausf. A, originariamente noto fino al febbraio 1938 come MG Panzerwagen ("auto corazzata con mitragliatrici") o Versuchkraftfahrzeug 617 ("veicolo di prova 617"), per mostrare ad Adolf Hitler 15 di questi nuovi mezzi. Nel 1936 arrivò l'Ausf. B, che differiva dal precedente nelle sospensioni e nel motore.
La Krupp prese anche in considerazione l'idea di esportare all'estero il nuovo carro, ovviamente seguendo le disposizioni dello Heereswaffenamt. Nel 1935 partì il progetto Leichte Kampfwagen Ausland ("carro armato leggero per l'estero") che diede alla luce un anno dopo due prototipi, uno sempre con due mitragliatrici e uno con un cannone da 20 mm, quest'ultimo preludio di una versione con corazza più spessa. Gli studi continuarono contemplando anche un carro medio armato di cannone da 4,5 cm KwK L/50 ma nel 1940 fu bloccata ogni ulteriore iniziativa. Stessa sorte subì il progetto denominato "Leichte Kampfwagen B" che aveva l'obiettivo di consegnare i mezzi all'Ungheria: un carro nella versione Ausf. B avrebbe dovuto essere mosso da un Krupp M311 V8 a benzina e armato con un cannone da 20 mm ma, per l'appunto, non si arrivò mai allo stadio produttivo.

### Impiego operativo

#### Guerra civile spagnola

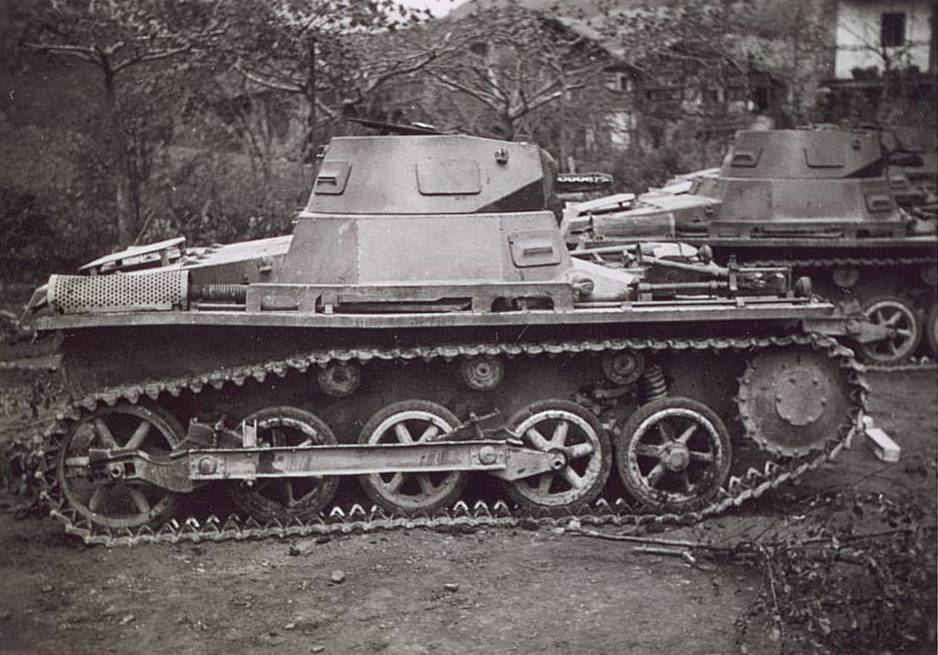
Due Panzer I Ausf. A in Spagna, durante la guerra civile

Il Panzer I fu usato per la prima volta in combattimento dai tedeschi nella guerra civile spagnola del 1936 - 1939. I primi 32 carri e un Panzerbefehlswagen I giunsero nell'ottobre 1936 per arrivare ad un totale di 106 (102 tra Ausf. A e Ausf. B e 4 Panzerbefehlswagen I) che servirono nell'88º battaglione corazzato del maggiore Wilhelm von Thoma. Quest'unità era basata vicino a Toledo e qui i carristi tedeschi addestrarono i loro colleghi nazionalisti (che sfruttarono il carro con il 1º e 2º Battaglione carri) all'uso del loro carro armato, che difatti fu usato nella battaglia di Madrid nonostante risultò presto chiara la sua inferiorità rispetto ai T-26 e BT-5 repubblicani.
La guerra in Spagna fu un ottimo banco di prova per la Wehrmacht che ebbe modo di testare e mettere a punto la tattica del Blitzkrieg, anche esaminando macchine da guerra come il Panzer I. Vennero difatti alla luce tutti i difetti e i limiti: corazzatura troppo sottile, armamento inadatto sia a colpire a distanza la fanteria che ad affrontare i carri nemici. Inoltre vennero individuati i limiti costituiti dall'avere solo due uomini di equipaggio, impossibilitati durante i combattimenti a coordinarsi con gli altri carri perché completamente assorbiti dai compiti di pilotaggio e di impiego dell'armamento.
Nonostante le sue lacune tuttavia il Panzer I fu usato anche dai repubblicani, che riarmarono i veicoli catturati con cannoni come l'Hotchkiss da 2,5 cm.

#### Seconda guerra mondiale
Oltre che massicciamente presente nelle esercitazioni militari e nelle cerimonie di propaganda (come il raduno di Norimberga), il Panzer I riuscì ovviamente a partecipare alla seconda guerra mondiale. La campagna di Polonia del 1939 lo vide schierato in un numero pari a circa 1 445 unità (circa il 50% dei carri disponibili) ripartiti nel seguente modo: 68 alla 1. Panzer-Division e 136 a ciascuna delle 2., 3., 4. e 5. Panzer-Division. Nonostante la sua relativa leggerezza, il Panzer I rimase ugualmente bloccato a volte nel fango come avvenne nella battaglia del fiume Bzura, registrando alla fine delle ostilità 89 perdite complessive, pari circa al 45% delle perdite totali tedesche.

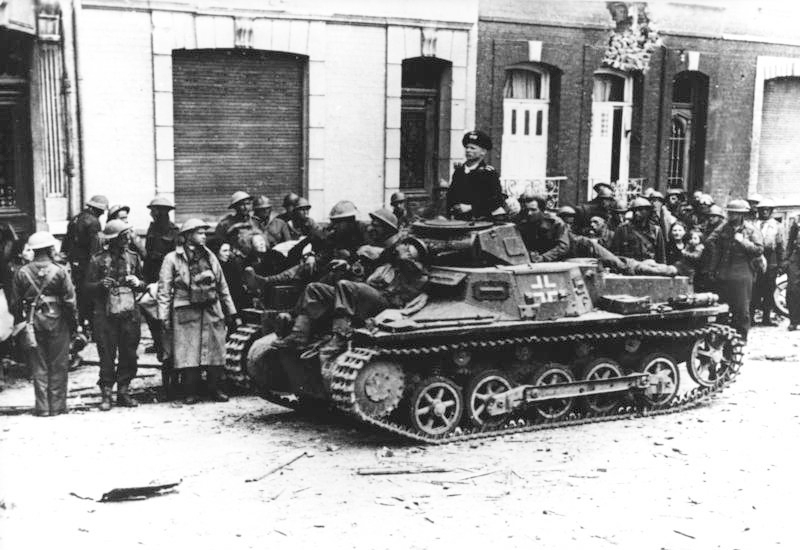
Panzer I Ausf. B a Calais sorveglia prigionieri di guerra britannici

Due dozzine parteciparono alla campagna di Norvegia e 523 alla campagna di Francia, mentre la 5. Leichte-Division lo utilizzò, opportunamente modificato con filtri antisabbia, nello scacchiere del Nordafrica.
Nel 1941 cominciarono a essere sostituiti, trovando tuttavia ancora impiego (nel numero di 619 unità) nei primi mesi dell'operazione Barbarossa. Nel maggio 1942 cinque Ausf. F vennero assegnati alla 1ª compagnia del Panzer-Abteilung z.b.V. 66 che doveva entrare in linea nella battaglia di Creta, ma invece fu inviata nel settore di Leningrado dove fu unita alla 12. Panzer-Division con cui rimase fino al luglio 1943. Ancora, nel maggio 1943 altri cinque Ausf. F arrivarono alla 2ª compagnia corazzata di polizia che se li vide tutti distrutti nell'agosto 1944 dall'Armata Rossa. In precedenza, nel marzo 1943, due Ausf. C e otto Ausf. F rinforzarono la 1. Panzer-Division la quale li usò in Unione Sovietica, Jugoslavia e Grecia fino alla fine dell'anno. Per ultimo, 38 Ausf. C figurarono nella riserva del LVIII Panzer-Korps che li perse in Normandia nel 1944.
Questi furono in ogni caso gli ultimi impieghi bellici, dato che a partire dal 1942 molti Panzer I furono convertiti in mezzi da trasporto munizioni (com la nuova designazione d'inventario Sd.Kfz. 111) eliminando torretta e superstruttura. 511 torrette vennero riciclate nelle fortificazioni del Vallo Atlantico, nel muro di Pomerania e nell'area di Kostrzyn, in Polonia.
Diverse unità prive della superstruttura vennero affidate allo NSKK per scopi d'addestramento. Per quello che riguarda invece altri paesi, nel 1934 un esemplare fu venduto all'Ungheria che probabilmente nel 1942 ne acquistò altri per addestrare le sue truppe; Chiang Kai-shek, capo della Repubblica di Cina, dispose l'arrivo di 15 Panzer I Ausf. A nel tardo 1936, e sembra che ne abbia fatto uso anche l'Esercito croato.

## Struttura
Il Panzer I Ausf. A era un carro da 5,5 tonnellate, con due uomini di equipaggio, armato con due mitragliatrici da 7,92 mm e spinto da un debole Krupp M305 da soli 44,74 kW di potenza. Questo problema indusse i tecnici della Germania nazista a progettare l'Ausf. B, più lungo, con una ruota in più per lato e con un propulsore che permetteva di raggiungere i 40 km/h.  il serbatoio era di 90 litri. Il mezzo aveva 5 marce avanti e 1 retromarcia.
Si adottarono una serie di scelte progettuali che anticipavano la successiva evoluzione verso il carro armato moderno finalizzato alla guerra di movimento, quali l'armamento in torretta girevole a 360°, lo scafo separato essenzialmente in tre compartimenti (gruppo cambio-riduttore a prua, abitacolo dell'equipaggio al centro, vano motore posteriore), il treno di rotolamento ideato più per consentire lunghi spostamenti autonomi su strada o terreno vario, che per superare il terreno aspramente accidentato e popolato di ostacoli tipico della guerra di trincea.

## Versioni

### Modelli prodotti in serie
PzKpfw I Ausf. A
Versione originale che si dimostrò presto carente sotto il punto di vista del motore. L'armamento consisteva in due mitragliatrici MG 13 da 7,92 mm. Si provò anche ad installare in questa versione un motore Diesel Krupp M601, ma i 33,56 kW erogati furono giudicati assolutamente insufficienti e l'idea venne abbandonata.
PzKpfw I Ausf. B
Modello con un motore più potente da 74,57 kW e con ruote addizionali che ne aumentarono la lunghezza. Durante la guerra civile spagnola con questa variante si fecero esperimenti circa l'installazione del cannone italiano Breda 20/65 Mod. 1935 per aumentare la potenza di fuoco, ma sembra che solo tre esemplari furono convertiti in tal senso.
Entrambe le versioni uscirono anche prive di torretta per scopi di addestramento e trasporto munizioni (chiamati "Munitionsschlepper I Ausf. A" o Munitionsschlepper I Ausf. B" in quest'ultimo caso).

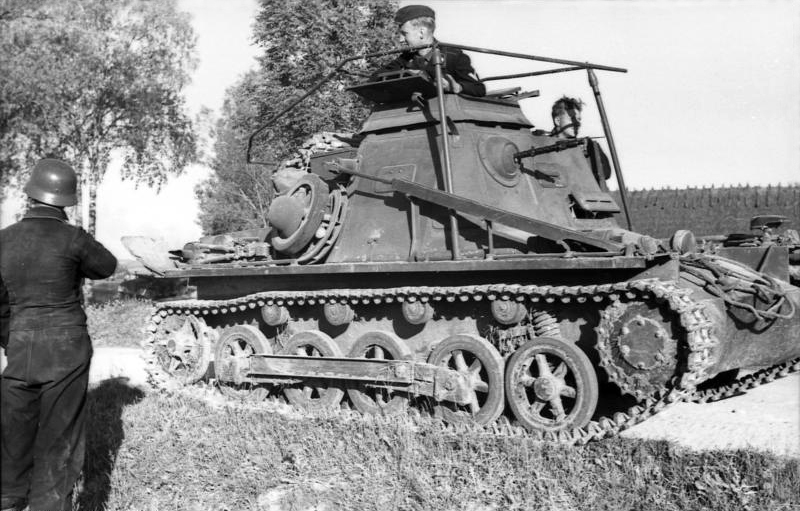
Un Panzerbefehlswagen I Ausf. A fotografato in Unione Sovietica all'inizio dell'operazione Barbarossa

PzKpfw I Ausf. C
Versione specializzata per la ricognizione veloce grazie al motore Maybach HL 45 P da 111,85 kW. Armato con un cannone da 2 cm e una MG 34 da 7,92 mm con possibilità di aviolancio dal Messerschmitt Me 321.
PzKpfw I Ausf. D
Versione armata come la precedente ma migliorata nella corazzatura (fino a 80 mm di spessore) e con un motore Maybach HL 66 P da 134,23 kW. Furono completati prima dell'abbandono del progetto 12 esemplari, il primo dei quali era pronto nel giugno 1940.
PzKpfw I Ausf. F
Dotato dello stesso motore dell'Ausf. C e di due MG 34; corazza aumentata rispetto ai precedenti modelli. Venne prodotto dalla Daimler-Benz e dalla Krauss-Maffei dall'aprile 1942 al gennaio 1943.
| Modello          | Produzione                 | Esemplari prodotti |
| PzKpfw I Ausf. A | aprile 1934 - 1936         | 818                |
| PzKpfw I Ausf. B | 1936 - novembre 1938       | 675                |
| PzKpfw I Ausf. C | luglio - dicembre 1942     | 40                 |
| PzKpfw I Ausf. F | aprile 1942 - gennaio 1943 | 30                 |

### Versioni per il genio militare
Nel 1939 e 1940 100 Panzer I tra Ausf. A e Ausf. B furono convertiti nel cosiddetto Ladungswerfer I fornito di circa 50 kg di esplosivo, quantità comunque variabile a seconda della sottoversione (ve ne erano due). Tale inusuale veicolo era stato studiato per il genio militare che avrebbe dovuto usare il braccio meccanico lungo 2 m, ed allungabile di 75 cm, di cui era provvisto il mezzo per collocare l'esplosivo vicino ad un ostacolo o ad una fortificazione; tutte le terze compagnie dei battaglioni del genio facenti parte delle panzerdivisionen ne ricevettero 10 prima della campagna di Francia. In Nordafrica nacque anche una sottoversione dell'Ausf. A lanciafiamme chiamata Flammenwerfer auf Panzerkampfwagen I Ausf. A armata con una mitragliatrice e un Flammenwerfer 40 capace di sparare dalle 10 alle 12 fiammate a una distanza di 25 metri.

### Semoventi e carro comando
Il Panzer I fu il punto di partenza per altri veicoli corazzati: il Flakpanzer I, il Panzerjäger I, lo Sturmpanzer I e il kleiner Panzerbefehlswagen I.
Per le quattro varianti si rimanda alle rispettive pagine.
In particolare il carro comando Kleiner Panzerbefehlswagen I fu concepito dalla Krupp usando prevalentemente i telai e le componenti dell'Ausf. B, ma a produrlo fu fino al 1937 la Daimler-Benz e la MAN AG, che ne sfornarono 374 in due versioni entrambe montanti le radio FuG2 e FuG6 (con un raggio di trasmissione vocale di 9,66 km e del codice Morse di 12,87 km) e migliorate nel corso del tempo con una cupola d'osservazione per il capocarro, che era assistito da altri due uomini. Dopo la campagna di Polonia qualche esemplare fu modificato in ambulanza corazzata (Sanitätskraftwagen I) in vista della campagna di Francia.
Il carro-comando prestò servizio nello Heer fino agli inizi del 1942, non prima di essere stato usato anche come carro-controllo per il Minenräumwagen ed essere esportato in Ungheria.

## Esemplari attualmente esistenti
Oggi è possibile ammirare un Panzer I Ausf. F della 1. Panzer Division nel Museo dei mezzi corazzati di Kubinka e un altro nel Museo di storia militare di Belgrado.